# The woman wins
The Woman Wins es una película de cine mudo británica de 1918, pertenece al género policial, dirigida por Frank Wilson con Violet Hopson, Trevor Bland e Cameron Carr como actores principales. Está basada en una novela de Cecil Bullivant.

## Elenco
- Violet Hopson - Brenda Marsh
- Trevor Bland - Hugh Fraser
- Cameron Carr - Raymond Vascour
- George Dewhurst - Hadley Barfield
- Arthur Walcott - John Farley
- Henry S. Creagh - Justin Marsh
- J. Hastings Batson - Fraser
- Vera Cornish - Sra. Fane